# Теттл (Північна Дакота)
Теттл (англ. Tuttle) — місто (англ. city) в США, в окрузі Кіддер штату Північна Дакота. Населення — 60 осіб (2020).

## Географія
Теттл розташований за координатами 47°8′40″ пн. ш. 99°59′36″ зх. д. / 47.14444° пн. ш. 99.99333° зх. д. (47.144526, -99.993407).  За даними Бюро перепису населення США, у 2010 році місто мало площу 0,65 км², уся площа — суходіл.

## Демографія
Згідно з переписом 2010 року, у місті мешкало 80 осіб у 43 домогосподарствах у складі 20 родин. Густота населення становила 123 особи/км².  Було 69 помешкань (106/км²).
Расовий склад населення:
| - 100,0 % — білих |

До двох чи більше рас належало 0,0 %. Частка іспаномовних становила 0,0 % від усіх жителів.
За віковим діапазоном населення розподілялося таким чином: 12,5 % — особи молодші 18 років, 53,7 % — особи у віці 18—64 років, 33,8 % — особи у віці 65 років та старші. Медіана віку мешканця становила 59,3 року. На 100 осіб жіночої статі у місті припадало 116,2 чоловіків;  на 100 жінок у віці від 18 років та старших — 125,8 чоловіків також старших 18 років.
Середній дохід на одне домашнє господарство  становив 45 365 доларів США (медіана — 33 125), а середній дохід на одну сім'ю — 59 043 долари (медіана — 61 250). За межею бідності перебувало 23,6 % осіб, у тому числі 0,0 % дітей у віці до 18 років та 13,8 % осіб у віці 65 років та старших.
Цивільне працевлаштоване населення становило 47 осіб. Основні галузі зайнятості: сільське господарство, лісництво, риболовля — 29,8 %, мистецтво, розваги та відпочинок — 23,4 %, освіта, охорона здоров'я та соціальна допомога — 12,8 %, будівництво — 6,4 %.